# Motor față, tracțiune spate

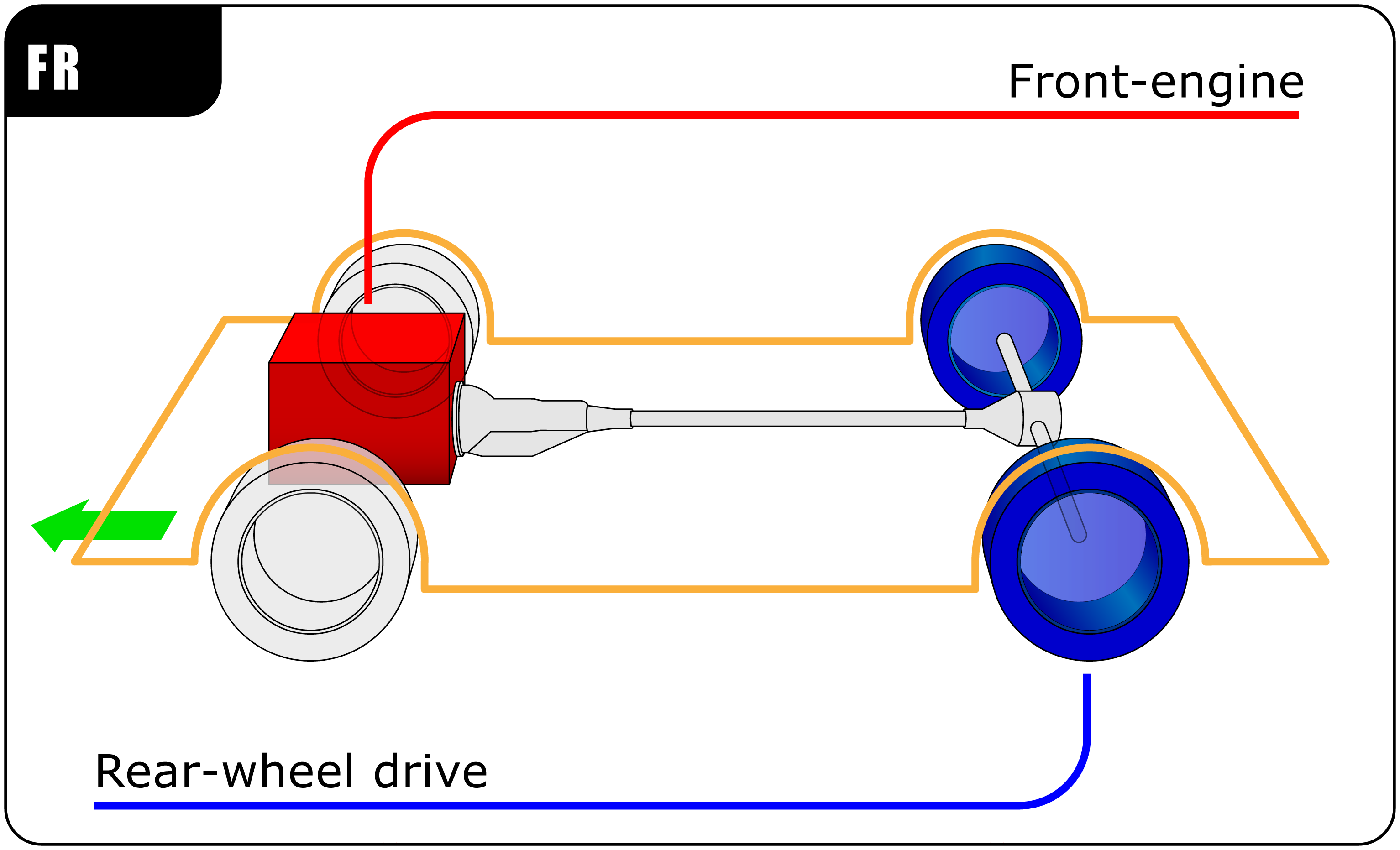
Motor față, tracțiune spate

Tracțiunea spate este un tip de transmitere a forței motrice a unui vehicul de la motor la roți. Această dispunere, cu motorul așezat pe puntea din față, a fost configurația tradițională a automobilelor în cea mai mare parte a secolului XX. Este, de asemenea, utilizată la camioane, camionete, autobuze cu podea înaltă și autobuze școlare.